# El filibusterismo
El Filibusterismo é o segundo romance escrito por José Rizal e é a continuação de Noli me tangere . Ele começou a escreve-lo em outubro de 1887, enquanto praticava medicina em Calambá . Em Londres ( 1888 ), ele fez algumas mudanças na estrutura e corrigiu alguns capítulos. Depois, ele escreveu mais capítulos em Paris e Madri . Em 29 de março de 1891 , ele terminou o manuscrito em Biarritz . Finalmente, o trabalho foi publicado em Ghent ( Bélgica ), em 1891 .

## Resumo
O livro trata sobre a volta da principal personagem da novela Noli me tangere, Crisóstomo Ibarra, como o rico e famoso joalheiro Simoun. Desilusionado pelos abusos dos espanhóis, Ibarra abandona seu pacifismo para voltar às Filipinas e começar uma revolução violenta. O Basilio, de Noli me tangere, é recrutado por Ibarra para ajudar-lhe detonando uma bomba numa reunião social, assinalando o princípio de uma revolução. No entanto, Basilio adverte a seu amigo Isagani da conspiração. Ao advertir que sua amada está no edifício, Isagani lança a bomba no rio, abortando a explosão e a revolução. Simoun se suicida tomando veneno, e encontra seu descanso final com um sacerdote, o padre Florentino, quem ouve sua confissão e assegura-lhe que nem toda a esperança está perdida. Depois da morte de Simoun, o sacerdote joga todas as jóias no mar com a esperança de que sejam achadas no futuro para servir a um bom propósito.

## Importância do Livro
Eruditos e historiadores interpretam a novela como alegoria da luta interior de Rizal para reconciliar sua esperança de atingir a independência com seu pacifismo. Disse-se que o estilo e o conteúdo são mais próprios de um debate entre partes contrárias que de uma narração. Muitos críticos opinam que a morte de Simoun e o lamento do padre Florentino reafirmam a fé do autor em conseguir a independência de seu país por meios pacíficos.